# Mercedes-Benz W125 Rekordwagen
Chronologie des modèles (1938 - 1939)
Mercedes-Benz W125 Mercedes-Benz T80
La Mercedes-Benz W125 Rekordwagen est une voiture expérimentale produite à la fin des années 1930 par Mercedes-Benz en vue de la réalisation de record de vitesse terrestre. La carrosserie stremline est dérivée de la voiture de Grand Prix vue en 1937 : la Mercedes-Benz W125, ainsi que de sa version streamline vue à l'Avusrennen.
La principale différence avec la voiture de Grand Prix, qui devait se conformer aux règles de l'AIACR imposant un poids maximal de 750 kg est le moteur. Alors que la voiture de Grand Prix est dotée du moteur type M125, un 8 cylindres en ligne, qui est assez grand, la voiture de record est équipée d'un moteur V12 plus compact et plus bas, ce qui réduit la traînée aérodynamique.
La voiture est exposée au musée Mercedes-Benz de Stuttgart.

## Le record de vitesse du 28 janvier 1938
Rudolf Caracciola établit le record de vitesse du kilomètre lancé sur une route publique, à 432,7 km/h le 28 janvier 1938 (le record de vitesse maximale du Thunderbolt, toute chaussée confondue, à plus de 500 km/h, ne fut donc pas battu). La même année, il s'agit également de la vitesse la plus élevée jamais enregistrée en Allemagne jusqu'à ce que Rico Anthes la dépasse avec un Dragster Top fuel sur le circuit d'Hockenheim.
Le record s'effectue sur la Reichs-Autobahn A5 entre Francfort et Darmstadt, où les spectateurs ont été secoués par le bruit de l'échappement de la voiture argentée. À neuf heures ce matin-là, Caracciola et le chef d'équipe Alfred Neubauer étaient attendus pour un petit-déjeuner à l'Hôtel Park à Francfort.
Malheureusement, le très populaire Bernd Rosemeyer se tue un peu plus tard au volant de son Auto Union en tentant de battre le record de vitesse établi par son rival un peu plus tôt. Cela met également un terme aux tentatives de record pour Mercedes, même si Hans Stuck voudra plus tard battre l'ensemble des records de vitesse terrestre avec la Mercedes-Benz T80 conçue par Ferdinand Porsche et motorisée par un moteur d'avion de 3 000 ch (2 200 kW).

## Source de traduction
- (en) Cet article est partiellement ou en totalité issu de l’article de Wikipédia en anglais intitulé « Mercedes-Benz W125 Rekordwagen » (voir la liste des auteurs).